# Kamil Syprzak
Kamil Syprzak, född 23 juli 1991, är en polsk handbollsspelare. Han är mittsexa och spelar för Paris Saint-Germain HB och det polska landslaget.
Säsongen 2021/22 kom han med i All-Star Team i EHF Champions League som bästa mittsexa. Säsongen 2022/23 blev han utsedd till Franska ligans bästa mittsexa. Han vann skytteligan i EHF Champions League 2023/24 med 112 gjorda mål.